# Live at the Tin Angel
Live at the Tin Angel is het debuutalbum van de Amerikaanse singer-songwriter Kyle Justin. Het livealbum is opgenomen op 30 april 2006 in de Tin Angel, een café in Philadelphia.

## Tracklijst
Alle muziek en teksten zijn geschreven door Kyle Justin. 
| 1.                 | Gabrielle                        | 3:36 |
| 2.                 | What a Woman Should Be           | 3:15 |
| 3.                 | If I Could Fly Through the Stars | 2:58 |
| 4.                 | And So It Goes...                | 3:23 |
| 5.                 | Holy Ghost                       | 4:44 |
| Totale duur: 17:56 |                                  |      |

## Bezetting
- Kyle Justin - Zang, gitaar
- Matt Turowski - Contrabas
- Pete Gaudioso - Percussie